# Parirazona
Parirazona là một chi bướm đêm thuộc phân họ Tortricinae của họ Tortricidae.

## Các loài
- Parirazona brusqueana Razowski & Becker, 1993
- Parirazona dolorosa (Meyrick, 1932)
- Parirazona illota (Razowski & Becker, 1993)
- Parirazona lagoana Razowski & Becker, 1993
- Parirazona penthinana (Razowski, 1967)
- Parirazona serena (Clarke, 1968)
- Parirazona sobrina Razowski & Becker, 1993